# 4D-JAM
4D-JAM（フォーディージャム）は、1999年に結成された日本の音楽ユニット。

## 概要・来歴
男女3人によって構成される。ソウルやR&B等を主軸とした楽曲を制作し、「DEE JAM Production」名義での楽曲提供なども行う（松橋未樹のtime stands still等）。
名前の由来は4 Dimensions（四次元）とJAMセッションからの作曲スタイルだったので、2つを合わせて「4D-JAM」とした。
- 1996年シオジリと中尾の二人で結成。[1]
- 1998年
  - Styling Recordsよりアナログシングル「Finger」をリリース。
  - 全国8局ネット情報音楽番組「HIP POP」のオーディションイベントにてふるかわ♥魔法を発掘。その後加入。
- 1999年
  - Garage Indies Zapping Associationよりインディーズシングル「[太陽ノナイ朝 月ノナイ夜」をリリース。
  - 4月21日にシングル「COCORO」でGIZA studioよりメジャー・デビュー。
  - E:mju加入。
  - 1stアルバム「CITY OF TRACKS」を発売。
  - ZARDの30thシングル「痛いくらい君があふれているよ」にシオジリ、中尾、ふるかわが参加。
- 2000年
  - 4thシングル「Wonderin' Hands」を発売。
  - E:mju脱退。
  - 2ndアルバム「COME JAM SPACE」を発売。
- 2001年
  - 6thシングル「Big Good Lovin'」を発売。
- 2002年10月活動休止。
- 2013年3月、活動再開。但し、以前所属していたビーイングではなく、ディージャムクリエイト内のCon4Tunesというレコード会社に所属している。
- 2014年
  - 7thシングル「MUSIC」を配信。
  - 3rdアルバム「S・S・S〜Soul Searchin’ System」を発売。

## メンバー

### 現在のメンバー
ふるかわ♥魔法（ふるかわ まほ、本名：古川真穂）
1978年生まれ。
ボーカル、作詞担当。
父は放送作家の古川嘉一郎。
松本孝弘、ZARD、倉木麻衣など様々なアーティストのコーラスに参加。
ニュージーランド留学の経験がある。
2003年より本丸統志文プロデュースによるThe Blue Filmsのヴォーカリスト古川真帆としてギタリスト北森正樹と活動中。
シオジリケンジ（しおじり けんじ、本名：塩尻兼司）
リーダー、ボーカル、作詞、作曲、編曲担当。
ディージャムクリエイト株式会社代表取締役。
ZARDのシングル「世界はきっと未来の中」の編曲、「痛いくらい君があふれているよ」の作曲・編曲、松橋未樹の「time stands still」の作曲を担当している。
5月12日生まれ。
中尾弘（なかお ひろむ）
コンピュータ、編曲担当。
7月18日生まれ。
2013年の活動再開当初は、ふるかわやシオジリとともにポッドキャスト配信に出演していたが、翌年リリースの作品には不参加。

### 元メンバー
E:mju（エミュ）
DJ。2000年4月に脱退。現在モデルEriとして活躍中。
みらい&のぞみ（みらい アンド のぞみ）
ダンス担当。1stシングル「COCORO」のみに記載。

## ディスコグラフィー

### シングル
| 枚    | 発売日         | タイトル                | 規格品番  |
| ----- | -------------- | ----------------------- | --------- |
| indie | 1999年3月10日  | 太陽ノナイ朝 月ノナイ夜 | ICR-5     |
| 1st   | 1999年4月21日  | COCORO                  | GZCA-1005 |
| 2nd   | 1999年6月30日  | city of tracks          | GZCA-1009 |
| 3rd   | 1999年11月17日 | Ma LIFE                 | GZCA-1015 |
| 4th   | 2000年2月23日  | Wonderin' Hands         | GZCA-1020 |
| 5th   | 2000年5月24日  | B ORIGINAL              | GZCA-1031 |
| 6th   | 2001年5月23日  | Big Good Lovin'         | GZCA-1078 |
| 7th   | 2014年3月7日   | MUSIC                   | 配信限定  |

### アナログ盤
| 枚  | 発売日        | タイトル                | 規格品番・備考                     |
| --- | ------------- | ----------------------- | ---------------------------------- |
| 1st | 1998年9月27日 | Finger                  | STJL-5001、Styling Recordsから発売 |
| 2nd | 1999年3月10日 | 太陽ノナイ朝 月ノナイ夜 | IKR-007                            |

### アルバム
| 枚  | 発売日        | タイトル                      | 規格品番  |
| --- | ------------- | ----------------------------- | --------- |
| 1st | 1999年8月4日  | CITY OF TRACKS                | GZCA-1012 |
| 2nd | 2000年7月5日  | COME JAM SPACE                | GZCA-1036 |
| 3rd | 2014年5月28日 | S.S.S ~ Soul Searchin' System | DJCM-1005 |

## タイアップ
| 曲名            | タイアップ                                                                |
| --------------- | ------------------------------------------------------------------------- |
| city of tracks  | ディレクTV『松尾潔的音楽生活』エンディングテーマ                          |
| Ma LIFE         | TBS系『キャイーン・寛平の女神の真相』オープニングテーマ                   |
| Wonderin' Hands | CBC・TBS系アニメ『モンスターファーム 〜円盤石の秘密〜』エンディングテーマ |
| APPLE DAY       | 読売テレビ系『あさイチ!』テーマソング                                     |